# Giro de Italia Femenino 2021
La 32.ª edición del Giro de Italia Femenino (oficialmente: Giro d'Italia Internazionale Femminile o también conocido como Giro Rosa) fue una carrera de ciclismo en ruta por etapas femenina que se celebró entre el 2 y el 11 de julio de 2021, con inicio en la ciudad de Fossano y final en la ciudad de Cormòns, en Italia. El recorrido constó de un total de 10 etapas sobre una distancia total de 1025,3 km a lo largo de todo el país.
La carrera hizo parte del Calendario UCI Femenino 2021 como competencia de categoría 2.Pro del calendario ciclístico de máximo nivel mundial. Como sucediera en 2015, 2017 y 2020, la vencedora fue la neerlandesa Anna van der Breggen del SD Worx. La acompañaron en el podio, como segunda y tercera clasificada respectivamente, la sudáfricana Ashleigh Moolman-Pasio y la neerlandesa Demi Vollering, ambas del mismo equipo de la ganadora.

## Equipos
Tomaron la salida un total de 24 equipos, de los cuales participarán los 9 equipos de categoría UCI WorldTeam Femenino habilitados y 15 equipos de categoría UCI Continental Team Femenino invitados por la organización de la carrera, quienes conformarán un pelotón de 144 ciclistas de las cuales terminaron 92. Los equipos participantes son:
| translation for headoftableIII_translate index 58 not found (9)- Alé BTC Ljubljana - Team BikeExchange - Canyon-SRAM Racing - Team DSM - FDJ-Nouvelle Aquitaine-Futuroscope - Liv Racing - Movistar Team - SD Worx - Trek-Segafredo UCI Women's continental teams (4)- Arkéa Pro Cycling Team - Bizkaia-Durango - Ceratizit-WNT Pro Cycling - Team Tibco-Silicon Valley Bank Unknown team category (11)- A.R. Monex - Aromitalia-Basso Bikes-Vaiano - BePink - Born To Win-G20-Ambedo - Isolmant-Premac-Vittoria - Jumbo-Visma - Lotto Soudal Ladies - Rally - Servetto-Makhymo-Beltrami TSA - Top Girls Fassa Bortolo - Valcar-Travel & Service |
| |

## Recorrido
| Etapa      | Fecha     | Recorrido                       | type                     | Distancia (km) | Ganador                | Líder                |
| ---------- | --------- | ------------------------------- | ------------------------ | -------------- | ---------------------- | -------------------- |
| 1.ª etapa  | 2 de jul  | Fossano – Cuneo                 | contrarreloj por equipos | 26,7           | Trek-Segafredo         | Ruth Winder          |
| 2.ª etapa  | 3 de jul  | Boves – Prato Nevoso            | etapa de montaña         | 100            | Anna van der Breggen   | Anna van der Breggen |
| 3.ª etapa  | 4 de jul  | Casale Monferrato – Ovada       | etapa escarpada          | 135            | Marianne Vos           | Anna van der Breggen |
| 4.ª etapa  | 5 de jul  | Fondovalle – Riale              | cronoescalada            | 14             | Anna van der Breggen   | Anna van der Breggen |
| 5.ª etapa  | 6 de jul  | Milán – Carugate                | etapa llana              | 120            | Lorena Wiebes          | Anna van der Breggen |
| 6.ª etapa  | 7 de jul  | Cólico – Cólico                 | etapa llana              | 155            | Emma Norsgaard         | Anna van der Breggen |
| 7.ª etapa  | 8 de jul  | – Puegnago sul Garda            | etapa escarpada          | 109,6          | Marianne Vos           | Anna van der Breggen |
| 8.ª etapa  | 9 de jul  | San Vendemiano – Mortegliano    | etapa llana              | 129,4          | Lorena Wiebes          | Anna van der Breggen |
| 9.ª etapa  | 10 de jul | Feletto Umberto – Monte Matajur | etapa de montaña         | 122,6          | Ashleigh Moolman-Pasio | Anna van der Breggen |
| 10.ª etapa | 11 de jul | Capriva del Friuli – Cormòns    | etapa llana              | 113            | Coryn Rivera           | Anna van der Breggen |

## Desarrollo de la carrera

### 1.ª etapa
| Fossano - Cuneo | contrarreloj por equipos | (26,7 km) |

| \| Clasificación de la etapa \| Clasificación de la etapa \| Clasificación de la etapa \| Clasificación de la etapa \| Clasificación de la etapa \| Clasificación de la etapa \| \| Equipo \| Equipo \| Tiempo \| Diferencia \| Promedio \| \| \| ------------------------- \| ------------------------------ \| ------------------------- \| ------------------------- \| ------------------------- \| ------------------------- \| \| 1.º \| Trek-Segafredo \| 33 min 40 s \| 0 s \| 47.584 km/h \| \| \| 2.º \| SD Worx \| 33 min 48 s \| + 8 s \| 47.396 km/h \| \| \| 3.º \| Alé BTC Ljubljana \| 34 min 20 s \| + 40 s \| 46.660 km/h \| \| \| 4.º \| Canyon-SRAM Racing \| 34 min 26 s \| + 46 s \| 46.525 km/h \| \| \| 5.º \| Movistar Team \| 34 min 35 s \| + 55 s \| 46.323 km/h \| \| \| 6.º \| Jumbo-Visma \| 34 min 56 s \| + 1 min 16 s \| 45.859 km/h \| \| \| 7.º \| Ceratizit-WNT Pro Cycling \| 34 min 58 s \| + 1 min 18 s \| 45.815 km/h \| \| \| 8.º \| Team Tibco-Silicon Valley Bank \| 34 min 59 s \| + 1 min 19 s \| 45.793 km/h \| \| \| 9.º \| Team DSM \| 35 min 03 s \| + 1 min 23 s \| 45.706 km/h \| \| \| 10.º \| Team BikeExchange \| 35 min 11 s \| + 1 min 31 s \| 45.533 km/h \| \| |                                |             |              |             |
| |                                |             |              |             |
| Fuentes: ProCyclingStats Cycling Quotient |                                |             |              |             |
| Clasificación de la etapa |                                |             |              |             |
| Equipo | Equipo                         | Tiempo      | Diferencia   | Promedio    |
| 1.º | Trek-Segafredo                 | 33 min 40 s | 0 s          | 47.584 km/h |
| 2.º | SD Worx                        | 33 min 48 s | + 8 s        | 47.396 km/h |
| 3.º | Alé BTC Ljubljana              | 34 min 20 s | + 40 s       | 46.660 km/h |
| 4.º | Canyon-SRAM Racing             | 34 min 26 s | + 46 s       | 46.525 km/h |
| 5.º | Movistar Team                  | 34 min 35 s | + 55 s       | 46.323 km/h |
| 6.º | Jumbo-Visma                    | 34 min 56 s | + 1 min 16 s | 45.859 km/h |
| 7.º | Ceratizit-WNT Pro Cycling      | 34 min 58 s | + 1 min 18 s | 45.815 km/h |
| 8.º | Team Tibco-Silicon Valley Bank | 34 min 59 s | + 1 min 19 s | 45.793 km/h |
| 9.º | Team DSM                       | 35 min 03 s | + 1 min 23 s | 45.706 km/h |
| 10.º | Team BikeExchange              | 35 min 11 s | + 1 min 31 s | 45.533 km/h |

| \| Clasificación general \| Clasificación general \| Clasificación general \| Clasificación general \| Clasificación general \| \| Ciclista \| Ciclista \| Equipo \| Tiempo \| \| \| --------------------- \| ---------------------- \| --------------------- \| --------------------- \| --------------------- \| \| 1.ª \| Ruth Winder \| Trek-Segafredo \| 33 min 40 s \| \| \| 2.ª \| Ellen van Dijk \| Trek-Segafredo \| + 0 s \| \| \| 3.ª \| Elisa Longo Borghini \| Trek-Segafredo \| + 0 s \| \| \| 4.ª \| Lizzie Deignan \| Trek-Segafredo \| + 0 s \| \| \| 5.ª \| Ashleigh Moolman-Pasio \| SD Worx \| + 8 s \| \| \| 6.ª \| Demi Vollering \| SD Worx \| + 8 s \| \| \| 7.ª \| Anna van der Breggen \| SD Worx \| + 8 s \| \| \| 8.ª \| Niamh Fisher-Black \| SD Worx \| + 8 s \| \| \| 9.ª \| Elena Cecchini \| SD Worx \| + 8 s \| \| \| 10.ª \| Mavi García \| Alé BTC Ljubljana \| + 40 s \| \| |                        |                   |             |
| |                        |                   |             |
| Fuentes: ProCyclingStats Cycling Quotient |                        |                   |             |
| Clasificación general |                        |                   |             |
| Ciclista | Ciclista               | Equipo            | Tiempo      |
| 1.ª | Ruth Winder            | Trek-Segafredo    | 33 min 40 s |
| 2.ª | Ellen van Dijk         | Trek-Segafredo    | + 0 s       |
| 3.ª | Elisa Longo Borghini   | Trek-Segafredo    | + 0 s       |
| 4.ª | Lizzie Deignan         | Trek-Segafredo    | + 0 s       |
| 5.ª | Ashleigh Moolman-Pasio | SD Worx           | + 8 s       |
| 6.ª | Demi Vollering         | SD Worx           | + 8 s       |
| 7.ª | Anna van der Breggen   | SD Worx           | + 8 s       |
| 8.ª | Niamh Fisher-Black     | SD Worx           | + 8 s       |
| 9.ª | Elena Cecchini         | SD Worx           | + 8 s       |
| 10.ª | Mavi García            | Alé BTC Ljubljana | + 40 s      |

### 2.ª etapa
| Boves - Prato Nevoso | etapa de montaña | (100 km) |

| \| Clasificación de la etapa \| Clasificación de la etapa \| Clasificación de la etapa \| Clasificación de la etapa \| Clasificación de la etapa \| \| Ciclista \| Ciclista \| Equipo \| Tiempo \| \| \| ------------------------- \| ------------------------- \| ---------------------------------- \| ------------------------- \| ------------------------- \| \| 1.ª \| Anna van der Breggen \| SD Worx \| 2 h 58 min 31 s \| \| \| 2.ª \| Ashleigh Moolman-Pasio \| SD Worx \| + 1 min 22 s \| \| \| 3.ª \| Demi Vollering \| SD Worx \| + 1 min 51 s \| \| \| 4.ª \| Marta Cavalli \| FDJ-Nouvelle Aquitaine-Futuroscope \| + 1 min 53 s \| \| \| 5.ª \| Erica Magnaldi \| Ceratizit-WNT Pro Cycling \| + 2 min 30 s \| \| \| 6.ª \| Gaia Realini \| Isolmant-Premac-Vittoria \| + 2 min 36 s \| \| \| 7.ª \| Mavi García \| Alé BTC Ljubljana \| + 3 min 00 s \| \| \| 8.ª \| Amanda Spratt \| Team BikeExchange \| + 3 min 05 s \| \| \| 9.ª \| Tatiana Guderzo \| Alé BTC Ljubljana \| + 3 min 26 s \| \| \| 10.ª \| Juliette Labous \| Team DSM \| + 3 min 29 s \| \| |                        |                                    |                 |
| |                        |                                    |                 |
| Fuente: ProCyclingStats |                        |                                    |                 |
| Clasificación de la etapa |                        |                                    |                 |
| Ciclista | Ciclista               | Equipo                             | Tiempo          |
| 1.ª | Anna van der Breggen   | SD Worx                            | 2 h 58 min 31 s |
| 2.ª | Ashleigh Moolman-Pasio | SD Worx                            | + 1 min 22 s    |
| 3.ª | Demi Vollering         | SD Worx                            | + 1 min 51 s    |
| 4.ª | Marta Cavalli          | FDJ-Nouvelle Aquitaine-Futuroscope | + 1 min 53 s    |
| 5.ª | Erica Magnaldi         | Ceratizit-WNT Pro Cycling          | + 2 min 30 s    |
| 6.ª | Gaia Realini           | Isolmant-Premac-Vittoria           | + 2 min 36 s    |
| 7.ª | Mavi García            | Alé BTC Ljubljana                  | + 3 min 00 s    |
| 8.ª | Amanda Spratt          | Team BikeExchange                  | + 3 min 05 s    |
| 9.ª | Tatiana Guderzo        | Alé BTC Ljubljana                  | + 3 min 26 s    |
| 10.ª | Juliette Labous        | Team DSM                           | + 3 min 29 s    |

| \| Clasificación general \| Clasificación general \| Clasificación general \| Clasificación general \| Clasificación general \| \| Ciclista \| Ciclista \| Equipo \| Tiempo \| \| \| --------------------- \| ---------------------- \| ------------------------- \| --------------------- \| --------------------- \| \| 1.ª \| Anna van der Breggen \| SD Worx \| 3 h 32 min 09 s \| \| \| 2.ª \| Ashleigh Moolman-Pasio \| SD Worx \| + 1 min 26 s \| \| \| 3.ª \| Demi Vollering \| SD Worx \| + 1 min 57 s \| \| \| 4.ª \| Lizzie Deignan \| Trek-Segafredo \| + 3 min 31 s \| \| \| 5.ª \| Mavi García \| Alé BTC Ljubljana \| + 3 min 42 s \| \| \| 6.ª \| Erica Magnaldi \| Ceratizit-WNT Pro Cycling \| + 3 min 50 s \| \| \| 7.ª \| Tatiana Guderzo \| Alé BTC Ljubljana \| + 4 min 08 s \| \| \| 8.ª \| Niamh Fisher-Black \| SD Worx \| + 4 min 18 s \| \| \| 9.ª \| Amanda Spratt \| Team BikeExchange \| + 4 min 38 s \| \| \| 10.ª \| Juliette Labous \| Team DSM \| + 4 min 54 s \| \| |                        |                           |                 |
| |                        |                           |                 |
| Fuente: ProCyclingStats |                        |                           |                 |
| Clasificación general |                        |                           |                 |
| Ciclista | Ciclista               | Equipo                    | Tiempo          |
| 1.ª | Anna van der Breggen   | SD Worx                   | 3 h 32 min 09 s |
| 2.ª | Ashleigh Moolman-Pasio | SD Worx                   | + 1 min 26 s    |
| 3.ª | Demi Vollering         | SD Worx                   | + 1 min 57 s    |
| 4.ª | Lizzie Deignan         | Trek-Segafredo            | + 3 min 31 s    |
| 5.ª | Mavi García            | Alé BTC Ljubljana         | + 3 min 42 s    |
| 6.ª | Erica Magnaldi         | Ceratizit-WNT Pro Cycling | + 3 min 50 s    |
| 7.ª | Tatiana Guderzo        | Alé BTC Ljubljana         | + 4 min 08 s    |
| 8.ª | Niamh Fisher-Black     | SD Worx                   | + 4 min 18 s    |
| 9.ª | Amanda Spratt          | Team BikeExchange         | + 4 min 38 s    |
| 10.ª | Juliette Labous        | Team DSM                  | + 4 min 54 s    |

### 3.ª etapa
| Casale Monferrato - Ovada | etapa escarpada | (135 km) |

| \| Clasificación de la etapa \| Clasificación de la etapa \| Clasificación de la etapa \| Clasificación de la etapa \| Clasificación de la etapa \| \| Ciclista \| Ciclista \| Equipo \| Tiempo \| \| \| ------------------------- \| ------------------------- \| ------------------------- \| ------------------------- \| ------------------------- \| \| 1.ª \| Marianne Vos \| Jumbo-Visma Women Team \| 3 h 40 min 24 s \| \| \| 2.ª \| Lucinda Brand \| Trek-Segafredo \| + 0 s \| \| \| 3.ª \| Liane Lippert \| Team DSM \| + 0 s \| \| \| 4.ª \| Elise Chabbey \| Canyon-SRAM Racing \| + 0 s \| \| \| 5.ª \| Lisa Brennauer \| Ceratizit-WNT Pro Cycling \| + 3 min 18 s \| \| \| 6.ª \| Coryn Rivera \| Team DSM \| + 3 min 18 s \| \| \| 7.ª \| Emma Norsgaard \| Movistar Team \| + 3 min 18 s \| \| \| 8.ª \| Marta Bastianelli \| Alé BTC Ljubljana \| + 3 min 18 s \| \| \| 9.ª \| Ilaria Sanguineti \| Valcar-Travel & Service \| + 3 min 18 s \| \| \| 10.ª \| Marta Lach \| Ceratizit-WNT Pro Cycling \| + 3 min 18 s \| \| |                   |                           |                 |
| |                   |                           |                 |
| Fuente: ProCyclingStats |                   |                           |                 |
| Clasificación de la etapa |                   |                           |                 |
| Ciclista | Ciclista          | Equipo                    | Tiempo          |
| 1.ª | Marianne Vos      | Jumbo-Visma Women Team    | 3 h 40 min 24 s |
| 2.ª | Lucinda Brand     | Trek-Segafredo            | + 0 s           |
| 3.ª | Liane Lippert     | Team DSM                  | + 0 s           |
| 4.ª | Elise Chabbey     | Canyon-SRAM Racing        | + 0 s           |
| 5.ª | Lisa Brennauer    | Ceratizit-WNT Pro Cycling | + 3 min 18 s    |
| 6.ª | Coryn Rivera      | Team DSM                  | + 3 min 18 s    |
| 7.ª | Emma Norsgaard    | Movistar Team             | + 3 min 18 s    |
| 8.ª | Marta Bastianelli | Alé BTC Ljubljana         | + 3 min 18 s    |
| 9.ª | Ilaria Sanguineti | Valcar-Travel & Service   | + 3 min 18 s    |
| 10.ª | Marta Lach        | Ceratizit-WNT Pro Cycling | + 3 min 18 s    |

| \| Clasificación general \| Clasificación general \| Clasificación general \| Clasificación general \| Clasificación general \| \| Ciclista \| Ciclista \| Equipo \| Tiempo \| \| \| --------------------- \| ---------------------- \| ------------------------- \| --------------------- \| --------------------- \| \| 1.ª \| Anna van der Breggen \| SD Worx \| 7 h 15 min 56 s \| \| \| 2.ª \| Ashleigh Moolman-Pasio \| SD Worx \| + 1 min 21 s \| \| \| 3.ª \| Demi Vollering \| SD Worx \| + 1 min 57 s \| \| \| 4.ª \| Elise Chabbey \| Canyon-SRAM Racing \| + 2 min 36 s \| \| \| 5.ª \| Lizzie Deignan \| Trek-Segafredo \| + 3 min 31 s \| \| \| 6.ª \| Mavi García \| Alé BTC Ljubljana \| + 3 min 42 s \| \| \| 7.ª \| Erica Magnaldi \| Ceratizit-WNT Pro Cycling \| + 3 min 50 s \| \| \| 8.ª \| Tatiana Guderzo \| Alé BTC Ljubljana \| + 4 min 08 s \| \| \| 9.ª \| Niamh Fisher-Black \| SD Worx \| + 4 min 18 s \| \| \| 10.ª \| Amanda Spratt \| Team BikeExchange \| + 4 min 33 s \| \| |                        |                           |                 |
| |                        |                           |                 |
| Fuente: ProCyclingStats |                        |                           |                 |
| Clasificación general |                        |                           |                 |
| Ciclista | Ciclista               | Equipo                    | Tiempo          |
| 1.ª | Anna van der Breggen   | SD Worx                   | 7 h 15 min 56 s |
| 2.ª | Ashleigh Moolman-Pasio | SD Worx                   | + 1 min 21 s    |
| 3.ª | Demi Vollering         | SD Worx                   | + 1 min 57 s    |
| 4.ª | Elise Chabbey          | Canyon-SRAM Racing        | + 2 min 36 s    |
| 5.ª | Lizzie Deignan         | Trek-Segafredo            | + 3 min 31 s    |
| 6.ª | Mavi García            | Alé BTC Ljubljana         | + 3 min 42 s    |
| 7.ª | Erica Magnaldi         | Ceratizit-WNT Pro Cycling | + 3 min 50 s    |
| 8.ª | Tatiana Guderzo        | Alé BTC Ljubljana         | + 4 min 08 s    |
| 9.ª | Niamh Fisher-Black     | SD Worx                   | + 4 min 18 s    |
| 10.ª | Amanda Spratt          | Team BikeExchange         | + 4 min 33 s    |

### 4.ª etapa
| Fondovalle - Riale | cronoescalada | (14 km) |

| \| Clasificación de la etapa \| Clasificación de la etapa \| Clasificación de la etapa \| Clasificación de la etapa \| Clasificación de la etapa \| \| Ciclista \| Ciclista \| Equipo \| Tiempo \| \| \| ------------------------- \| ------------------------- \| ---------------------------------- \| ------------------------- \| ------------------------- \| \| 1.ª \| Anna van der Breggen \| SD Worx \| 24 min 57 s \| \| \| 2.ª \| Demi Vollering \| SD Worx \| + 1 min 06 s \| \| \| 3.ª \| Grace Brown \| Team BikeExchange \| + 1 min 17 s \| \| \| 4.ª \| Ashleigh Moolman-Pasio \| SD Worx \| + 1 min 30 s \| \| \| 5.ª \| Marta Cavalli \| FDJ-Nouvelle Aquitaine-Futuroscope \| + 1 min 55 s \| \| \| 6.ª \| Juliette Labous \| Team DSM \| + 2 min 14 s \| \| \| 7.ª \| Katrine Aalerud \| Movistar Team \| + 2 min 15 s \| \| \| 8.ª \| Lizzie Deignan \| Trek-Segafredo \| + 2 min 22 s \| \| \| 9.ª \| Gaia Realini \| Isolmant-Premac-Vittoria \| + 2 min 22 s \| \| \| 10.ª \| Elisa Longo Borghini \| Trek-Segafredo \| + 2 min 38 s \| \| |                        |                                    |              |
| |                        |                                    |              |
| Fuentes: ProCyclingStats Cycling Quotient |                        |                                    |              |
| Clasificación de la etapa |                        |                                    |              |
| Ciclista | Ciclista               | Equipo                             | Tiempo       |
| 1.ª | Anna van der Breggen   | SD Worx                            | 24 min 57 s  |
| 2.ª | Demi Vollering         | SD Worx                            | + 1 min 06 s |
| 3.ª | Grace Brown            | Team BikeExchange                  | + 1 min 17 s |
| 4.ª | Ashleigh Moolman-Pasio | SD Worx                            | + 1 min 30 s |
| 5.ª | Marta Cavalli          | FDJ-Nouvelle Aquitaine-Futuroscope | + 1 min 55 s |
| 6.ª | Juliette Labous        | Team DSM                           | + 2 min 14 s |
| 7.ª | Katrine Aalerud        | Movistar Team                      | + 2 min 15 s |
| 8.ª | Lizzie Deignan         | Trek-Segafredo                     | + 2 min 22 s |
| 9.ª | Gaia Realini           | Isolmant-Premac-Vittoria           | + 2 min 22 s |
| 10.ª | Elisa Longo Borghini   | Trek-Segafredo                     | + 2 min 38 s |

| \| Clasificación general \| Clasificación general \| Clasificación general \| Clasificación general \| Clasificación general \| \| Ciclista \| Ciclista \| Equipo \| Tiempo \| \| \| --------------------- \| ---------------------- \| ------------------------- \| --------------------- \| --------------------- \| \| 1.ª \| Anna van der Breggen \| SD Worx \| 7 h 40 min 53 s \| \| \| 2.ª \| Ashleigh Moolman-Pasio \| SD Worx \| + 2 min 51 s \| \| \| 3.ª \| Demi Vollering \| SD Worx \| + 3 min 03 s \| \| \| 4.ª \| Lizzie Deignan \| Trek-Segafredo \| + 5 min 53 s \| \| \| 5.ª \| Elise Chabbey \| Canyon-SRAM Racing \| + 6 min 12 s \| \| \| 6.ª \| Erica Magnaldi \| Ceratizit-WNT Pro Cycling \| + 6 min 35 s \| \| \| 7.ª \| Mavi García \| Alé BTC Ljubljana \| + 6 min 57 s \| \| \| 8.ª \| Juliette Labous \| Team DSM \| + 7 min 03 s \| \| \| 9.ª \| Niamh Fisher-Black \| SD Worx \| + 7 min 22 s \| \| \| 10.ª \| Tatiana Guderzo \| Alé BTC Ljubljana \| + 7 min 24 s \| \| |                        |                           |                 |
| |                        |                           |                 |
| Fuentes: ProCyclingStats Cycling Quotient |                        |                           |                 |
| Clasificación general |                        |                           |                 |
| Ciclista | Ciclista               | Equipo                    | Tiempo          |
| 1.ª | Anna van der Breggen   | SD Worx                   | 7 h 40 min 53 s |
| 2.ª | Ashleigh Moolman-Pasio | SD Worx                   | + 2 min 51 s    |
| 3.ª | Demi Vollering         | SD Worx                   | + 3 min 03 s    |
| 4.ª | Lizzie Deignan         | Trek-Segafredo            | + 5 min 53 s    |
| 5.ª | Elise Chabbey          | Canyon-SRAM Racing        | + 6 min 12 s    |
| 6.ª | Erica Magnaldi         | Ceratizit-WNT Pro Cycling | + 6 min 35 s    |
| 7.ª | Mavi García            | Alé BTC Ljubljana         | + 6 min 57 s    |
| 8.ª | Juliette Labous        | Team DSM                  | + 7 min 03 s    |
| 9.ª | Niamh Fisher-Black     | SD Worx                   | + 7 min 22 s    |
| 10.ª | Tatiana Guderzo        | Alé BTC Ljubljana         | + 7 min 24 s    |

### 5.ª etapa
| Milán - Carugate | etapa llana | (120 km) |

| \| Clasificación de la etapa \| Clasificación de la etapa \| Clasificación de la etapa \| Clasificación de la etapa \| Clasificación de la etapa \| \| Ciclista \| Ciclista \| Equipo \| Tiempo \| \| \| ------------------------- \| ------------------------- \| ------------------------- \| ------------------------- \| ------------------------- \| \| 1.ª \| Lorena Wiebes \| Team DSM \| 2 h 49 min 15 s \| \| \| 2.ª \| Emma Norsgaard \| Movistar Team \| + 0 s \| \| \| 3.ª \| Marianne Vos \| Jumbo-Visma Women Team \| + 0 s \| \| \| 4.ª \| Lucinda Brand \| Trek-Segafredo \| + 0 s \| \| \| 5.ª \| Marta Bastianelli \| Alé BTC Ljubljana \| + 0 s \| \| \| 6.ª \| Maria Giulia Confalonieri \| Ceratizit-WNT Pro Cycling \| + 0 s \| \| \| 7.ª \| Sofia Bertizzolo \| Liv Racing \| + 0 s \| \| \| 8.ª \| Eleonora Gasparrini \| Valcar-Travel & Service \| + 0 s \| \| \| 9.ª \| Maria Vittoria Sperotto \| A.R. Monex Women's \| + 0 s \| \| \| 10.ª \| Coryn Rivera \| Team DSM \| + 0 s \| \| |                           |                           |                 |
| |                           |                           |                 |
| Fuente: ProCyclingStats |                           |                           |                 |
| Clasificación de la etapa |                           |                           |                 |
| Ciclista | Ciclista                  | Equipo                    | Tiempo          |
| 1.ª | Lorena Wiebes             | Team DSM                  | 2 h 49 min 15 s |
| 2.ª | Emma Norsgaard            | Movistar Team             | + 0 s           |
| 3.ª | Marianne Vos              | Jumbo-Visma Women Team    | + 0 s           |
| 4.ª | Lucinda Brand             | Trek-Segafredo            | + 0 s           |
| 5.ª | Marta Bastianelli         | Alé BTC Ljubljana         | + 0 s           |
| 6.ª | Maria Giulia Confalonieri | Ceratizit-WNT Pro Cycling | + 0 s           |
| 7.ª | Sofia Bertizzolo          | Liv Racing                | + 0 s           |
| 8.ª | Eleonora Gasparrini       | Valcar-Travel & Service   | + 0 s           |
| 9.ª | Maria Vittoria Sperotto   | A.R. Monex Women's        | + 0 s           |
| 10.ª | Coryn Rivera              | Team DSM                  | + 0 s           |

| \| Clasificación general \| Clasificación general \| Clasificación general \| Clasificación general \| Clasificación general \| \| Ciclista \| Ciclista \| Equipo \| Tiempo \| \| \| --------------------- \| ---------------------- \| ------------------------- \| --------------------- \| --------------------- \| \| 1.ª \| Anna van der Breggen \| SD Worx \| 10 h 30 min 08 s \| \| \| 2.ª \| Ashleigh Moolman-Pasio \| SD Worx \| + 2 min 51 s \| \| \| 3.ª \| Demi Vollering \| SD Worx \| + 3 min 03 s \| \| \| 4.ª \| Lizzie Deignan \| Trek-Segafredo \| + 5 min 53 s \| \| \| 5.ª \| Elise Chabbey \| Canyon-SRAM Racing \| + 6 min 12 s \| \| \| 6.ª \| Erica Magnaldi \| Ceratizit-WNT Pro Cycling \| + 6 min 35 s \| \| \| 7.ª \| Mavi García \| Alé BTC Ljubljana \| + 6 min 57 s \| \| \| 8.ª \| Juliette Labous \| Team DSM \| + 7 min 01 s \| \| \| 9.ª \| Niamh Fisher-Black \| SD Worx \| + 7 min 22 s \| \| \| 10.ª \| Tatiana Guderzo \| Alé BTC Ljubljana \| + 7 min 24 s \| \| |                        |                           |                  |
| |                        |                           |                  |
| Fuente: ProCyclingStats |                        |                           |                  |
| Clasificación general |                        |                           |                  |
| Ciclista | Ciclista               | Equipo                    | Tiempo           |
| 1.ª | Anna van der Breggen   | SD Worx                   | 10 h 30 min 08 s |
| 2.ª | Ashleigh Moolman-Pasio | SD Worx                   | + 2 min 51 s     |
| 3.ª | Demi Vollering         | SD Worx                   | + 3 min 03 s     |
| 4.ª | Lizzie Deignan         | Trek-Segafredo            | + 5 min 53 s     |
| 5.ª | Elise Chabbey          | Canyon-SRAM Racing        | + 6 min 12 s     |
| 6.ª | Erica Magnaldi         | Ceratizit-WNT Pro Cycling | + 6 min 35 s     |
| 7.ª | Mavi García            | Alé BTC Ljubljana         | + 6 min 57 s     |
| 8.ª | Juliette Labous        | Team DSM                  | + 7 min 01 s     |
| 9.ª | Niamh Fisher-Black     | SD Worx                   | + 7 min 22 s     |
| 10.ª | Tatiana Guderzo        | Alé BTC Ljubljana         | + 7 min 24 s     |

### 6.ª etapa
| Cólico - Cólico | etapa llana | (155 km) |

| \| Clasificación de la etapa \| Clasificación de la etapa \| Clasificación de la etapa \| Clasificación de la etapa \| Clasificación de la etapa \| \| Ciclista \| Ciclista \| Equipo \| Tiempo \| \| \| ------------------------- \| ------------------------- \| ------------------------- \| ------------------------- \| ------------------------- \| \| 1.ª \| Emma Norsgaard \| Movistar Team \| 3 h 41 min 39 s \| \| \| 2.ª \| Coryn Rivera \| Team DSM \| + 0 s \| \| \| 3.ª \| Marianne Vos \| Jumbo-Visma Women Team \| + 0 s \| \| \| 4.ª \| Marta Bastianelli \| Alé BTC Ljubljana \| + 0 s \| \| \| 5.ª \| Lisa Brennauer \| Ceratizit-WNT Pro Cycling \| + 0 s \| \| \| 6.ª \| Lucinda Brand \| Trek-Segafredo \| + 0 s \| \| \| 7.ª \| Ilaria Sanguineti \| Valcar-Travel & Service \| + 0 s \| \| \| 8.ª \| Sofia Bertizzolo \| Liv Racing \| + 0 s \| \| \| 9.ª \| Maria Vittoria Sperotto \| A.R. Monex Women's \| + 0 s \| \| \| 10.ª \| Elena Cecchini \| SD Worx \| + 0 s \| \| |                         |                           |                 |
| |                         |                           |                 |
| Fuente: ProCyclingStats |                         |                           |                 |
| Clasificación de la etapa |                         |                           |                 |
| Ciclista | Ciclista                | Equipo                    | Tiempo          |
| 1.ª | Emma Norsgaard          | Movistar Team             | 3 h 41 min 39 s |
| 2.ª | Coryn Rivera            | Team DSM                  | + 0 s           |
| 3.ª | Marianne Vos            | Jumbo-Visma Women Team    | + 0 s           |
| 4.ª | Marta Bastianelli       | Alé BTC Ljubljana         | + 0 s           |
| 5.ª | Lisa Brennauer          | Ceratizit-WNT Pro Cycling | + 0 s           |
| 6.ª | Lucinda Brand           | Trek-Segafredo            | + 0 s           |
| 7.ª | Ilaria Sanguineti       | Valcar-Travel & Service   | + 0 s           |
| 8.ª | Sofia Bertizzolo        | Liv Racing                | + 0 s           |
| 9.ª | Maria Vittoria Sperotto | A.R. Monex Women's        | + 0 s           |
| 10.ª | Elena Cecchini          | SD Worx                   | + 0 s           |

| \| Clasificación general \| Clasificación general \| Clasificación general \| Clasificación general \| Clasificación general \| \| Ciclista \| Ciclista \| Equipo \| Tiempo \| \| \| --------------------- \| ---------------------- \| ------------------------- \| --------------------- \| --------------------- \| \| 1.ª \| Anna van der Breggen \| SD Worx \| 14 h 11 min 47 s \| \| \| 2.ª \| Ashleigh Moolman-Pasio \| SD Worx \| + 2 min 51 s \| \| \| 3.ª \| Demi Vollering \| SD Worx \| + 3 min 03 s \| \| \| 4.ª \| Lizzie Deignan \| Trek-Segafredo \| + 5 min 53 s \| \| \| 5.ª \| Elise Chabbey \| Canyon-SRAM Racing \| + 6 min 12 s \| \| \| 6.ª \| Erica Magnaldi \| Ceratizit-WNT Pro Cycling \| + 6 min 35 s \| \| \| 7.ª \| Mavi García \| Alé BTC Ljubljana \| + 6 min 57 s \| \| \| 8.ª \| Juliette Labous \| Team DSM \| + 7 min 01 s \| \| \| 9.ª \| Niamh Fisher-Black \| SD Worx \| + 7 min 22 s \| \| \| 10.ª \| Tatiana Guderzo \| Alé BTC Ljubljana \| + 7 min 24 s \| \| |                        |                           |                  |
| |                        |                           |                  |
| Fuente: ProCyclingStats |                        |                           |                  |
| Clasificación general |                        |                           |                  |
| Ciclista | Ciclista               | Equipo                    | Tiempo           |
| 1.ª | Anna van der Breggen   | SD Worx                   | 14 h 11 min 47 s |
| 2.ª | Ashleigh Moolman-Pasio | SD Worx                   | + 2 min 51 s     |
| 3.ª | Demi Vollering         | SD Worx                   | + 3 min 03 s     |
| 4.ª | Lizzie Deignan         | Trek-Segafredo            | + 5 min 53 s     |
| 5.ª | Elise Chabbey          | Canyon-SRAM Racing        | + 6 min 12 s     |
| 6.ª | Erica Magnaldi         | Ceratizit-WNT Pro Cycling | + 6 min 35 s     |
| 7.ª | Mavi García            | Alé BTC Ljubljana         | + 6 min 57 s     |
| 8.ª | Juliette Labous        | Team DSM                  | + 7 min 01 s     |
| 9.ª | Niamh Fisher-Black     | SD Worx                   | + 7 min 22 s     |
| 10.ª | Tatiana Guderzo        | Alé BTC Ljubljana         | + 7 min 24 s     |

### 7.ª etapa
| - Puegnago sul Garda | etapa escarpada | (109,6 km) |

| \| Clasificación de la etapa \| Clasificación de la etapa \| Clasificación de la etapa \| Clasificación de la etapa \| Clasificación de la etapa \| \| Ciclista \| Ciclista \| Equipo \| Tiempo \| \| \| ------------------------- \| ------------------------- \| ---------------------------------- \| ------------------------- \| ------------------------- \| \| 1.ª \| Marianne Vos \| Jumbo-Visma Women Team \| 2 h 48 min 31 s \| \| \| 2.ª \| Elisa Longo Borghini \| Trek-Segafredo \| + 0 s \| \| \| 3.ª \| Anna van der Breggen \| SD Worx \| + 0 s \| \| \| 4.ª \| Demi Vollering \| SD Worx \| + 0 s \| \| \| 5.ª \| Soraya Paladin \| Liv Racing \| + 0 s \| \| \| 6.ª \| Juliette Labous \| Team DSM \| + 0 s \| \| \| 7.ª \| Marta Cavalli \| FDJ-Nouvelle Aquitaine-Futuroscope \| + 0 s \| \| \| 8.ª \| Ashleigh Moolman-Pasio \| SD Worx \| + 0 s \| \| \| 9.ª \| Ilaria Sanguineti \| Valcar-Travel & Service \| + 0 s \| \| \| 10.ª \| Mavi García \| Alé BTC Ljubljana \| + 0 s \| \| |                        |                                    |                 |
| |                        |                                    |                 |
| Fuente: ProCyclingStats |                        |                                    |                 |
| Clasificación de la etapa |                        |                                    |                 |
| Ciclista | Ciclista               | Equipo                             | Tiempo          |
| 1.ª | Marianne Vos           | Jumbo-Visma Women Team             | 2 h 48 min 31 s |
| 2.ª | Elisa Longo Borghini   | Trek-Segafredo                     | + 0 s           |
| 3.ª | Anna van der Breggen   | SD Worx                            | + 0 s           |
| 4.ª | Demi Vollering         | SD Worx                            | + 0 s           |
| 5.ª | Soraya Paladin         | Liv Racing                         | + 0 s           |
| 6.ª | Juliette Labous        | Team DSM                           | + 0 s           |
| 7.ª | Marta Cavalli          | FDJ-Nouvelle Aquitaine-Futuroscope | + 0 s           |
| 8.ª | Ashleigh Moolman-Pasio | SD Worx                            | + 0 s           |
| 9.ª | Ilaria Sanguineti      | Valcar-Travel & Service            | + 0 s           |
| 10.ª | Mavi García            | Alé BTC Ljubljana                  | + 0 s           |

| \| Clasificación general \| Clasificación general \| Clasificación general \| Clasificación general \| Clasificación general \| \| Ciclista \| Ciclista \| Equipo \| Tiempo \| \| \| --------------------- \| ---------------------- \| ------------------------- \| --------------------- \| --------------------- \| \| 1.ª \| Anna van der Breggen \| SD Worx \| 17 h 00 min 14 s \| \| \| 2.ª \| Ashleigh Moolman-Pasio \| SD Worx \| + 2 min 55 s \| \| \| 3.ª \| Demi Vollering \| SD Worx \| + 3 min 07 s \| \| \| 4.ª \| Lizzie Deignan \| Trek-Segafredo \| + 5 min 56 s \| \| \| 5.ª \| Elise Chabbey \| Canyon-SRAM Racing \| + 6 min 27 s \| \| \| 6.ª \| Erica Magnaldi \| Ceratizit-WNT Pro Cycling \| + 6 min 39 s \| \| \| 7.ª \| Mavi García \| Alé BTC Ljubljana \| + 7 min 01 s \| \| \| 8.ª \| Juliette Labous \| Team DSM \| + 7 min 05 s \| \| \| 9.ª \| Tatiana Guderzo \| Alé BTC Ljubljana \| + 7 min 28 s \| \| \| 10.ª \| Niamh Fisher-Black \| SD Worx \| + 7 min 50 s \| \| |                        |                           |                  |
| |                        |                           |                  |
| Fuente: ProCyclingStats |                        |                           |                  |
| Clasificación general |                        |                           |                  |
| Ciclista | Ciclista               | Equipo                    | Tiempo           |
| 1.ª | Anna van der Breggen   | SD Worx                   | 17 h 00 min 14 s |
| 2.ª | Ashleigh Moolman-Pasio | SD Worx                   | + 2 min 55 s     |
| 3.ª | Demi Vollering         | SD Worx                   | + 3 min 07 s     |
| 4.ª | Lizzie Deignan         | Trek-Segafredo            | + 5 min 56 s     |
| 5.ª | Elise Chabbey          | Canyon-SRAM Racing        | + 6 min 27 s     |
| 6.ª | Erica Magnaldi         | Ceratizit-WNT Pro Cycling | + 6 min 39 s     |
| 7.ª | Mavi García            | Alé BTC Ljubljana         | + 7 min 01 s     |
| 8.ª | Juliette Labous        | Team DSM                  | + 7 min 05 s     |
| 9.ª | Tatiana Guderzo        | Alé BTC Ljubljana         | + 7 min 28 s     |
| 10.ª | Niamh Fisher-Black     | SD Worx                   | + 7 min 50 s     |

### 8.ª etapa
| San Vendemiano - Mortegliano | etapa llana | (129,4 km) |

| \| Clasificación de la etapa \| Clasificación de la etapa \| Clasificación de la etapa \| Clasificación de la etapa \| Clasificación de la etapa \| \| Ciclista \| Ciclista \| Equipo \| Tiempo \| \| \| ------------------------- \| ------------------------- \| ------------------------- \| ------------------------- \| ------------------------- \| \| 1.ª \| Lorena Wiebes \| Team DSM \| 3 h 10 min 01 s \| \| \| 2.ª \| Emma Norsgaard \| Movistar Team \| + 0 s \| \| \| 3.ª \| Maria Vittoria Sperotto \| A.R. Monex Women's \| + 0 s \| \| \| 4.ª \| Lisa Brennauer \| Ceratizit-WNT Pro Cycling \| + 0 s \| \| \| 5.ª \| Marianne Vos \| Jumbo-Visma Women Team \| + 0 s \| \| \| 6.ª \| Marta Bastianelli \| Alé BTC Ljubljana \| + 0 s \| \| \| 7.ª \| Elena Cecchini \| SD Worx \| + 0 s \| \| \| 8.ª \| Sofia Bertizzolo \| Liv Racing \| + 0 s \| \| \| 9.ª \| Ilaria Sanguineti \| Valcar-Travel & Service \| + 0 s \| \| \| 10.ª \| Lucinda Brand \| Trek-Segafredo \| + 0 s \| \| |                         |                           |                 |
| |                         |                           |                 |
| Fuente: ProCyclingStats |                         |                           |                 |
| Clasificación de la etapa |                         |                           |                 |
| Ciclista | Ciclista                | Equipo                    | Tiempo          |
| 1.ª | Lorena Wiebes           | Team DSM                  | 3 h 10 min 01 s |
| 2.ª | Emma Norsgaard          | Movistar Team             | + 0 s           |
| 3.ª | Maria Vittoria Sperotto | A.R. Monex Women's        | + 0 s           |
| 4.ª | Lisa Brennauer          | Ceratizit-WNT Pro Cycling | + 0 s           |
| 5.ª | Marianne Vos            | Jumbo-Visma Women Team    | + 0 s           |
| 6.ª | Marta Bastianelli       | Alé BTC Ljubljana         | + 0 s           |
| 7.ª | Elena Cecchini          | SD Worx                   | + 0 s           |
| 8.ª | Sofia Bertizzolo        | Liv Racing                | + 0 s           |
| 9.ª | Ilaria Sanguineti       | Valcar-Travel & Service   | + 0 s           |
| 10.ª | Lucinda Brand           | Trek-Segafredo            | + 0 s           |

| \| Clasificación general \| Clasificación general \| Clasificación general \| Clasificación general \| Clasificación general \| \| Ciclista \| Ciclista \| Equipo \| Tiempo \| \| \| --------------------- \| ---------------------- \| ------------------------- \| --------------------- \| --------------------- \| \| 1.ª \| Anna van der Breggen \| SD Worx \| 20 h 10 min 15 s \| \| \| 2.ª \| Ashleigh Moolman-Pasio \| SD Worx \| + 2 min 55 s \| \| \| 3.ª \| Demi Vollering \| SD Worx \| + 3 min 07 s \| \| \| 4.ª \| Lizzie Deignan \| Trek-Segafredo \| + 5 min 56 s \| \| \| 5.ª \| Elise Chabbey \| Canyon-SRAM Racing \| + 6 min 27 s \| \| \| 6.ª \| Erica Magnaldi \| Ceratizit-WNT Pro Cycling \| + 6 min 39 s \| \| \| 7.ª \| Mavi García \| Alé BTC Ljubljana \| + 7 min 01 s \| \| \| 8.ª \| Juliette Labous \| Team DSM \| + 7 min 05 s \| \| \| 9.ª \| Tatiana Guderzo \| Alé BTC Ljubljana \| + 7 min 28 s \| \| \| 10.ª \| Niamh Fisher-Black \| SD Worx \| + 7 min 50 s \| \| |                        |                           |                  |
| |                        |                           |                  |
| Fuente: ProCyclingStats |                        |                           |                  |
| Clasificación general |                        |                           |                  |
| Ciclista | Ciclista               | Equipo                    | Tiempo           |
| 1.ª | Anna van der Breggen   | SD Worx                   | 20 h 10 min 15 s |
| 2.ª | Ashleigh Moolman-Pasio | SD Worx                   | + 2 min 55 s     |
| 3.ª | Demi Vollering         | SD Worx                   | + 3 min 07 s     |
| 4.ª | Lizzie Deignan         | Trek-Segafredo            | + 5 min 56 s     |
| 5.ª | Elise Chabbey          | Canyon-SRAM Racing        | + 6 min 27 s     |
| 6.ª | Erica Magnaldi         | Ceratizit-WNT Pro Cycling | + 6 min 39 s     |
| 7.ª | Mavi García            | Alé BTC Ljubljana         | + 7 min 01 s     |
| 8.ª | Juliette Labous        | Team DSM                  | + 7 min 05 s     |
| 9.ª | Tatiana Guderzo        | Alé BTC Ljubljana         | + 7 min 28 s     |
| 10.ª | Niamh Fisher-Black     | SD Worx                   | + 7 min 50 s     |

### 9.ª etapa
| Feletto Umberto - Monte Matajur | etapa de montaña | (122,6 km) |

| \| Clasificación de la etapa \| Clasificación de la etapa \| Clasificación de la etapa \| Clasificación de la etapa \| Clasificación de la etapa \| \| Ciclista \| Ciclista \| Equipo \| Tiempo \| \| \| ------------------------- \| ------------------------- \| ---------------------------------- \| ------------------------- \| ------------------------- \| \| 1.ª \| Ashleigh Moolman-Pasio \| SD Worx \| 3 h 52 min 35 s \| \| \| 2.ª \| Demi Vollering \| SD Worx \| + 1 min 26 s \| \| \| 3.ª \| Anna van der Breggen \| SD Worx \| + 1 min 26 s \| \| \| 4.ª \| Marta Cavalli \| FDJ-Nouvelle Aquitaine-Futuroscope \| + 1 min 39 s \| \| \| 5.ª \| Lizzie Deignan \| Trek-Segafredo \| + 2 min 14 s \| \| \| 6.ª \| Mavi García \| Alé BTC Ljubljana \| + 2 min 27 s \| \| \| 7.ª \| Juliette Labous \| Team DSM \| + 2 min 37 s \| \| \| 8.ª \| Tatiana Guderzo \| Alé BTC Ljubljana \| + 2 min 46 s \| \| \| 9.ª \| Niamh Fisher-Black \| SD Worx \| + 2 min 56 s \| \| \| 10.ª \| Évita Muzic \| FDJ-Nouvelle Aquitaine-Futuroscope \| + 3 min 25 s \| \| |                        |                                    |                 |
| |                        |                                    |                 |
| Fuente: ProCyclingStats |                        |                                    |                 |
| Clasificación de la etapa |                        |                                    |                 |
| Ciclista | Ciclista               | Equipo                             | Tiempo          |
| 1.ª | Ashleigh Moolman-Pasio | SD Worx                            | 3 h 52 min 35 s |
| 2.ª | Demi Vollering         | SD Worx                            | + 1 min 26 s    |
| 3.ª | Anna van der Breggen   | SD Worx                            | + 1 min 26 s    |
| 4.ª | Marta Cavalli          | FDJ-Nouvelle Aquitaine-Futuroscope | + 1 min 39 s    |
| 5.ª | Lizzie Deignan         | Trek-Segafredo                     | + 2 min 14 s    |
| 6.ª | Mavi García            | Alé BTC Ljubljana                  | + 2 min 27 s    |
| 7.ª | Juliette Labous        | Team DSM                           | + 2 min 37 s    |
| 8.ª | Tatiana Guderzo        | Alé BTC Ljubljana                  | + 2 min 46 s    |
| 9.ª | Niamh Fisher-Black     | SD Worx                            | + 2 min 56 s    |
| 10.ª | Évita Muzic            | FDJ-Nouvelle Aquitaine-Futuroscope | + 3 min 25 s    |

| \| Clasificación general \| Clasificación general \| Clasificación general \| Clasificación general \| Clasificación general \| \| Ciclista \| Ciclista \| Equipo \| Tiempo \| \| \| --------------------- \| ---------------------- \| ---------------------------------- \| --------------------- \| --------------------- \| \| 1.ª \| Anna van der Breggen \| SD Worx \| 24 h 04 min 12 s \| \| \| 2.ª \| Ashleigh Moolman-Pasio \| SD Worx \| + 1 min 23 s \| \| \| 3.ª \| Demi Vollering \| SD Worx \| + 3 min 05 s \| \| \| 4.ª \| Lizzie Deignan \| Trek-Segafredo \| + 6 min 48 s \| \| \| 5.ª \| Mavi García \| Alé BTC Ljubljana \| + 8 min 06 s \| \| \| 6.ª \| Marta Cavalli \| FDJ-Nouvelle Aquitaine-Futuroscope \| + 8 min 09 s \| \| \| 7.ª \| Juliette Labous \| Team DSM \| + 8 min 20 s \| \| \| 8.ª \| Tatiana Guderzo \| Alé BTC Ljubljana \| + 8 min 52 s \| \| \| 9.ª \| Niamh Fisher-Black \| SD Worx \| + 9 min 24 s \| \| \| 10.ª \| Gaia Realini \| Isolmant-Premac-Vittoria \| + 10 min 33 s \| \| |                        |                                    |                  |
| |                        |                                    |                  |
| Fuente: ProCyclingStats |                        |                                    |                  |
| Clasificación general |                        |                                    |                  |
| Ciclista | Ciclista               | Equipo                             | Tiempo           |
| 1.ª | Anna van der Breggen   | SD Worx                            | 24 h 04 min 12 s |
| 2.ª | Ashleigh Moolman-Pasio | SD Worx                            | + 1 min 23 s     |
| 3.ª | Demi Vollering         | SD Worx                            | + 3 min 05 s     |
| 4.ª | Lizzie Deignan         | Trek-Segafredo                     | + 6 min 48 s     |
| 5.ª | Mavi García            | Alé BTC Ljubljana                  | + 8 min 06 s     |
| 6.ª | Marta Cavalli          | FDJ-Nouvelle Aquitaine-Futuroscope | + 8 min 09 s     |
| 7.ª | Juliette Labous        | Team DSM                           | + 8 min 20 s     |
| 8.ª | Tatiana Guderzo        | Alé BTC Ljubljana                  | + 8 min 52 s     |
| 9.ª | Niamh Fisher-Black     | SD Worx                            | + 9 min 24 s     |
| 10.ª | Gaia Realini           | Isolmant-Premac-Vittoria           | + 10 min 33 s    |

### 10.ª etapa
| Capriva del Friuli - Cormòns | etapa llana | (113 km) |

| \| Clasificación de la etapa \| Clasificación de la etapa \| Clasificación de la etapa \| Clasificación de la etapa \| Clasificación de la etapa \| \| Ciclista \| Ciclista \| Equipo \| Tiempo \| \| \| ------------------------- \| ------------------------- \| ------------------------- \| ------------------------- \| ------------------------- \| \| 1.ª \| Coryn Rivera \| Team DSM \| 2 h 56 min 40 s \| \| \| 2.ª \| Lizzie Deignan \| Trek-Segafredo \| + 0 s \| \| \| 3.ª \| Elise Chabbey \| Canyon-SRAM Racing \| + 3 s \| \| \| 4.ª \| Anna van der Breggen \| SD Worx \| + 3 s \| \| \| 5.ª \| Emma Norsgaard \| Movistar Team \| + 23 s \| \| \| 6.ª \| Liane Lippert \| Team DSM \| + 23 s \| \| \| 7.ª \| Ilaria Sanguineti \| Valcar-Travel & Service \| + 23 s \| \| \| 8.ª \| Anouska Helena Koster \| Jumbo-Visma Women Team \| + 23 s \| \| \| 9.ª \| Sofia Bertizzolo \| Liv Racing \| + 23 s \| \| \| 10.ª \| Alexis Ryan \| Canyon-SRAM Racing \| + 23 s \| \| |                       |                         |                 |
| |                       |                         |                 |
| Fuente: ProCyclingStats |                       |                         |                 |
| Clasificación de la etapa |                       |                         |                 |
| Ciclista | Ciclista              | Equipo                  | Tiempo          |
| 1.ª | Coryn Rivera          | Team DSM                | 2 h 56 min 40 s |
| 2.ª | Lizzie Deignan        | Trek-Segafredo          | + 0 s           |
| 3.ª | Elise Chabbey         | Canyon-SRAM Racing      | + 3 s           |
| 4.ª | Anna van der Breggen  | SD Worx                 | + 3 s           |
| 5.ª | Emma Norsgaard        | Movistar Team           | + 23 s          |
| 6.ª | Liane Lippert         | Team DSM                | + 23 s          |
| 7.ª | Ilaria Sanguineti     | Valcar-Travel & Service | + 23 s          |
| 8.ª | Anouska Helena Koster | Jumbo-Visma Women Team  | + 23 s          |
| 9.ª | Sofia Bertizzolo      | Liv Racing              | + 23 s          |
| 10.ª | Alexis Ryan           | Canyon-SRAM Racing      | + 23 s          |

## Clasificaciones finales
Las clasificaciones finalizaron de la siguiente forma:

### Clasificación general(Maglia Rosa)
| \| Clasificación general \| Clasificación general \| Clasificación general \| Clasificación general \| Clasificación general \| \| Ciclista \| Ciclista \| Equipo \| Tiempo \| \| \| --------------------- \| ---------------------- \| ---------------------------------- \| --------------------- \| --------------------- \| \| 1.ª \| Anna van der Breggen \| SD Worx \| 27 h 00 min 55 s \| \| \| 2.ª \| Ashleigh Moolman-Pasio \| SD Worx \| + 1 min 43 s \| \| \| 3.ª \| Demi Vollering \| SD Worx \| + 3 min 25 s \| \| \| 4.ª \| Lizzie Deignan \| Trek-Segafredo \| + 6 min 39 s \| \| \| 5.ª \| Mavi García \| Alé BTC Ljubljana \| + 8 min 26 s \| \| \| 6.ª \| Marta Cavalli \| FDJ-Nouvelle Aquitaine-Futuroscope \| + 8 min 29 s \| \| \| 7.ª \| Juliette Labous \| Team DSM \| + 8 min 40 s \| \| \| 8.ª \| Tatiana Guderzo \| Alé BTC Ljubljana \| + 9 min 12 s \| \| \| 9.ª \| Niamh Fisher-Black \| SD Worx \| + 9 min 44 s \| \| \| 10.ª \| Elise Chabbey \| Canyon-SRAM Racing \| + 10 min 42 s \| \| |                        |                                    |                  |
| |                        |                                    |                  |
| Fuente: ProCyclingStats |                        |                                    |                  |
| Clasificación general |                        |                                    |                  |
| Ciclista | Ciclista               | Equipo                             | Tiempo           |
| 1.ª | Anna van der Breggen   | SD Worx                            | 27 h 00 min 55 s |
| 2.ª | Ashleigh Moolman-Pasio | SD Worx                            | + 1 min 43 s     |
| 3.ª | Demi Vollering         | SD Worx                            | + 3 min 25 s     |
| 4.ª | Lizzie Deignan         | Trek-Segafredo                     | + 6 min 39 s     |
| 5.ª | Mavi García            | Alé BTC Ljubljana                  | + 8 min 26 s     |
| 6.ª | Marta Cavalli          | FDJ-Nouvelle Aquitaine-Futuroscope | + 8 min 29 s     |
| 7.ª | Juliette Labous        | Team DSM                           | + 8 min 40 s     |
| 8.ª | Tatiana Guderzo        | Alé BTC Ljubljana                  | + 9 min 12 s     |
| 9.ª | Niamh Fisher-Black     | SD Worx                            | + 9 min 44 s     |
| 10.ª | Elise Chabbey          | Canyon-SRAM Racing                 | + 10 min 42 s    |

### Clasificación por puntos(Maglia Ciclamino)
| Clasificación por puntos | Clasificación por puntos | Clasificación por puntos           | Clasificación por puntos | Clasificación por puntos |
| Ciclista                 | Ciclista                 | Equipo                             | Puntos                   |                          |
| ------------------------ | ------------------------ | ---------------------------------- | ------------------------ | ------------------------ |
| 1.ª                      | Anna van der Breggen     | SD Worx                            | 58 pts                   |                          |
| 2.ª                      | Emma Norsgaard           | Movistar Team                      | 49 pts                   |                          |
| 3.ª                      | Demi Vollering           | SD Worx                            | 42 pts                   |                          |
| 4.ª                      | Ashleigh Moolman-Pasio   | SD Worx                            | 38 pts                   |                          |
| 5.ª                      | Coryn Rivera             | Team DSM                           | 33 pts                   |                          |
| 6.ª                      | Lorena Wiebes            | Team DSM                           | 30 pts                   |                          |
| 7.ª                      | Marta Cavalli            | FDJ-Nouvelle Aquitaine-Futuroscope | 26 pts                   |                          |
| 8.ª                      | Lucinda Brand            | Trek-Segafredo                     | 26 pts                   |                          |
| 9.ª                      | Marta Bastianelli        | Alé BTC Ljubljana                  | 22 pts                   |                          |
| 10.ª                     | Lizzie Deignan           | Trek-Segafredo                     | 21 pts                   |                          |

### Clasificación de la montaña(Maglia Verde)
| Clasificación de la montaña | Clasificación de la montaña | Clasificación de la montaña        | Clasificación de la montaña | Clasificación de la montaña |
| Ciclista                    | Ciclista                    | Equipo                             | Puntos                      |                             |
| --------------------------- | --------------------------- | ---------------------------------- | --------------------------- | --------------------------- |
| 1.ª                         | Lucinda Brand               | Trek-Segafredo                     | 47 pts                      |                             |
| 2.ª                         | Ashleigh Moolman-Pasio      | SD Worx                            | 31 pts                      |                             |
| 3.ª                         | Anna van der Breggen        | SD Worx                            | 29 pts                      |                             |
| 4.ª                         | Elise Chabbey               | Canyon-SRAM Racing                 | 29 pts                      |                             |
| 5.ª                         | Lizzie Deignan              | Trek-Segafredo                     | 26 pts                      |                             |
| 6.ª                         | Demi Vollering              | SD Worx                            | 25 pts                      |                             |
| 7.ª                         | Liane Lippert               | Team DSM                           | 18 pts                      |                             |
| 8.ª                         | Coryn Rivera                | Team DSM                           | 16 pts                      |                             |
| 9.ª                         | Marta Cavalli               | FDJ-Nouvelle Aquitaine-Futuroscope | 16 pts                      |                             |
| 10.ª                        | Elisa Longo Borghini        | Trek-Segafredo                     | 12 pts                      |                             |

### Clasificación de las jóvenes(Maglia Bianca)
| Clasificación del mejor joven | Clasificación del mejor joven | Clasificación del mejor joven      | Clasificación del mejor joven | Clasificación del mejor joven |
| Ciclista                      | Ciclista                      | Equipo                             | Tiempo                        |                               |
| ----------------------------- | ----------------------------- | ---------------------------------- | ----------------------------- | ----------------------------- |
| 1.ª                           | Niamh Fisher-Black            | SD Worx                            | 27 h 10 min 39 s              |                               |
| 2.ª                           | Gaia Realini                  | Isolmant-Premac-Vittoria           | + 1 min 09 s                  |                               |
| 3.ª                           | Évita Muzic                   | FDJ-Nouvelle Aquitaine-Futuroscope | + 1 min 55 s                  |                               |
| 4.ª                           | Barbara Malcotti              | Valcar-Travel & Service            | + 15 min 04 s                 |                               |
| 5.ª                           | Silke Smulders                | Lotto Soudal Ladies                | + 21 min 07 s                 |                               |
| 6.ª                           | Léa Curinier                  | Arkéa Pro Cycling Team             | + 25 min 02 s                 |                               |
| 7.ª                           | Lorena Wiebes                 | Team DSM                           | + 37 min 21 s                 |                               |
| 8.ª                           | Camilla Alessio               | Bepink                             | + 42 min 24 s                 |                               |
| 9.ª                           | Mariya Novolódskaya           | A.R. Monex Women's                 | + 43 min 23 s                 |                               |
| 10.ª                          | Emma Norsgaard                | Movistar Team                      | + 47 min 23 s                 |                               |

### Clasificación por equipos
| Clasificación por equipos | Clasificación por equipos | Clasificación por equipos | Clasificación por equipos |
| Equipo                    | Equipo                    | Tiempo                    |                           |
| ------------------------- | ------------------------- | ------------------------- | ------------------------- |

## Evolución de las clasificaciones
| Etapa                   |                          | Ganador _              | Clasificación general | Puntos               | Montaña              | Jóvenes            |
| ----------------------- | ------------------------ | ---------------------- | --------------------- | -------------------- | -------------------- | ------------------ |
| 1.ª etapa               | contrarreloj por equipos | Trek-Segafredo         | Ruth Winder           | no otorgado          | no otorgado          | Niamh Fisher-Black |
| 2.ª etapa               | etapa de montaña         | Anna van der Breggen   | Anna van der Breggen  | Anna van der Breggen | Anna van der Breggen | Niamh Fisher-Black |
| 3.ª etapa               | etapa escarpada          | Marianne Vos           | Anna van der Breggen  | Anna van der Breggen | Elise Chabbey        | Niamh Fisher-Black |
| 4.ª etapa               | cronoescalada            | Anna van der Breggen   | Anna van der Breggen  | Anna van der Breggen | Elise Chabbey        | Niamh Fisher-Black |
| 5.ª etapa               | etapa llana              | Lorena Wiebes          | Anna van der Breggen  | Anna van der Breggen | Elise Chabbey        | Niamh Fisher-Black |
| 6.ª etapa               | etapa llana              | Emma Norsgaard         | Anna van der Breggen  | Marianne Vos         | Elise Chabbey        | Niamh Fisher-Black |
| 7.ª etapa               | etapa escarpada          | Marianne Vos           | Anna van der Breggen  | Marianne Vos         | Lucinda Brand        | Niamh Fisher-Black |
| 8.ª etapa               | etapa llana              | Lorena Wiebes          | Anna van der Breggen  | Marianne Vos         | Lucinda Brand        | Niamh Fisher-Black |
| 9.ª etapa               | etapa de montaña         | Ashleigh Moolman-Pasio | Anna van der Breggen  | Anna van der Breggen | Lucinda Brand        | Niamh Fisher-Black |
| 10.ª etapa              | etapa llana              | Coryn Rivera           | Anna van der Breggen  | Anna van der Breggen | Lucinda Brand        | Niamh Fisher-Black |
| Clasificaciones finales | Clasificaciones finales  |                        | Anna van der Breggen  | Anna van der Breggen | Lucinda Brand        | Niamh Fisher-Black |

## Ciclistas participantes y posiciones finales
Convenciones:
- AB-N: Abandono en la etapa "N"
- FLT-N: Retiro por llegada fuera del límite de tiempo en la etapa "N"
- NTS-N: No tomó la salida para la etapa "N"
- DES-N: Descalificado o expulsado en la etapa "N"

## UCI World Ranking
El Giro de Italia Femenino  otorgó puntos para el UCI World Ranking Femenino para corredoras de los equipos en las categorías UCI WordTeam Femenino y UCI Women's continental teams. Las siguientes tablas muestran el baremo de puntuación y las 10 corredoras que obtuvieron más puntos:
| Posición   | 1.ª | 2.ª | 3.ª | 4.ª | 5.ª | 6.ª | 7.ª | 8.ª | 9.ª | 10.ª | 11.ª | 12.ª | 13.ª | 14.ª | 15.ª | 16.ª-25.ª |
| Puntuación | 200 | 150 | 125 | 100 | 85  | 70  | 60  | 50  | 40  | 35   | 30   | 25   | 20   | 15   | 10   | 5         |
| Por etapa  | 25  | 20  | 15  | 12  | 10  | 8   | 6   | 4   |     |      |      |      |      |      |      |           |
| Líder      | 5   |     |     |     |     |     |     |     |     |      |      |      |      |      |      |           |

| Clasificación |              |        |         |       |       |       |
| Posición      | Ciclista     | Equipo | General | Etapa | Líder | Total |
| ------------- | ------------ | ------ | ------- | ----- | ----- | ----- |
| 1.ª           | Bandera de ? |        | 200     |       |       |       |
| 2.ª           | Bandera de ? |        | 150     |       |       |       |
| 3.ª           | Bandera de ? |        | 125     |       |       |       |
| 4.ª           | Bandera de ? |        | 100     |       |       |       |
| 5.ª           | Bandera de ? |        | 85      |       |       |       |
| 6.ª           | Bandera de ? |        | 70      |       |       |       |
| 7.ª           | Bandera de ? |        | 60      |       |       |       |
| 8.ª           | Bandera de ? |        | 50      |       |       |       |
| 9.ª           | Bandera de ? |        | 40      |       |       |       |
| 10.ª          | Bandera de ? |        | 35      |       |       |       |